# 大男人 (歌曲)
《大男人》是中国大陆电视剧《康熙王朝》的片尾曲，由腾格尔演唱。

## 作者
- 词作者：张俊以
- 曲作者：浮克
- 演唱者：腾格尔

## 主唱评价
腾格尔曾对歌曲在电视剧片尾播出时插广告表示“不满”。因为这样势必影响观众对歌曲的欣赏。